# 督办盐政处
督办盐政处是清朝政府於1909年12月31日設立的管理全國鹽政的機構。
督办盐政处設有督办盐政大臣1人，首任盐政大臣由度支部尚书载泽兼任，会办盐政大臣則由清朝各省督抚兼任。督办盐政处设有盐务总厅、庶务厅、会议所以及奉直、潞东、两淮、两浙、闽粤、川滇等6個負責管理地方盐务的分厅。1911年10月。督办盐政处改制为盐政院。